# Petrus van den Heuij
Petrus Tobias van den Heuij (Heumen, 8 maart 1881 - Oerle, 9 september 1915) was burgemeester van de voormalige Nederlandse gemeente Oerle.
Aanvankelijk was Van den Heuij secretaris in de gemeente Maasbree, tot hij in 1913 zijn vader, Augustinus van den Heuij, opvolgde als burgemeester van Oerle.
Tijdens zijn ambt zette hij zich in voor de opvang van Belgische vluchtelingen, die waren gevlucht voor het oorlogsgeweld van de Eerste Wereldoorlog.
Behalve burgemeester was Van den Heuij ook kassier bij de Boerenleenbank te Oerle en leraar.
Door een ongeneeslijke ziekte stierf hij op 34-jarige leeftijd. Vanwege deze ziekte had hij in 1914 nog een bedevaart naar Lourdes ondernomen.